# ابراهیم شمس
ابراهیم شمس (انگلیسی: Ibrahim Shams; ۲۰ سپتامبر ۱۹۱۴ – ۱۶ ژانویهٔ ۲۰۰۱) وزنه‌بردار اهل مصر بود.